# Bruern Abbey
Bruern Abbey (Bruernia) ist eine ehemalige Zisterziensermönchsabtei in Bruern rund 3 km nordwestlich von Shipton under Wynchwood und rund 5 km südlich von Chipping Norton in Oxfordshire in England.

## Geschichte
Das Kloster wurde 1147 von Nicholas Basset, der Sheriff in elf Grafschaften war, als Tochterkloster von Waverley Abbey, dem ersten Zisterzienserkloster in England, aus der Filiation von Cîteaux, gestiftet. 1535 zählte das Kloster noch 15 Mönche und hatte ein Jahreseinkommen von 136 Pfund. 1536 wurde es aufgelöst und seine Güter kamen an Sir Anthony Cope. Die Gebäude wurden in der Folgezeit abgebrochen. Ob das im Wesentlichen im 18. Jahrhundert errichtete große Haus, in dem sich eine Schule für Lernbehinderte befindet, dem Klostergrundriss folgt, ist nicht bekannt.

## Bauten und Anlage
Sichtbare Reste des Klosters sind nicht erhalten.